# Hrnčíře (Šeberov)
Hrnčíře jsou vesnicí v jižní části Prahy. Nyní tvoří jižní část městské části Praha-Šeberov a spadají do katastrálního území i evidenční části Šeberov. S vlastním Šeberovem netvoří souvislou zástavbou – mezi oběma částmi je vzdálenost asi 700 m. Z hlediska zastavěné plochy jsou Hrnčíře nyní větší než vlastní Šeberov. V několika historických etapách se Hrnčíře rozrostly zástavbou nových rodinných domků.

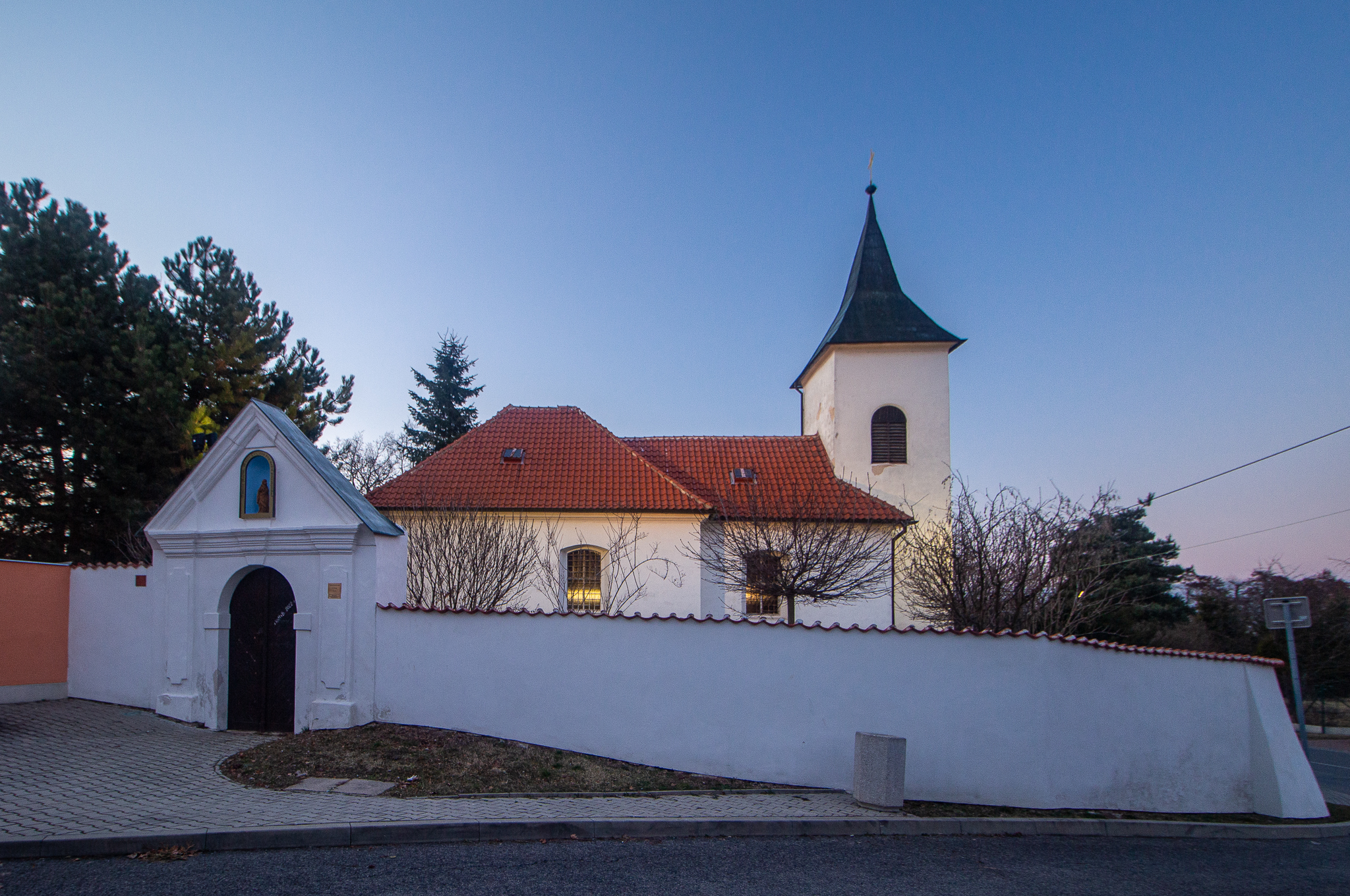
Gotický barokně přestavěný kostel svatého Prokopa je jednou z nejstarších dochovaných staveb v Praze

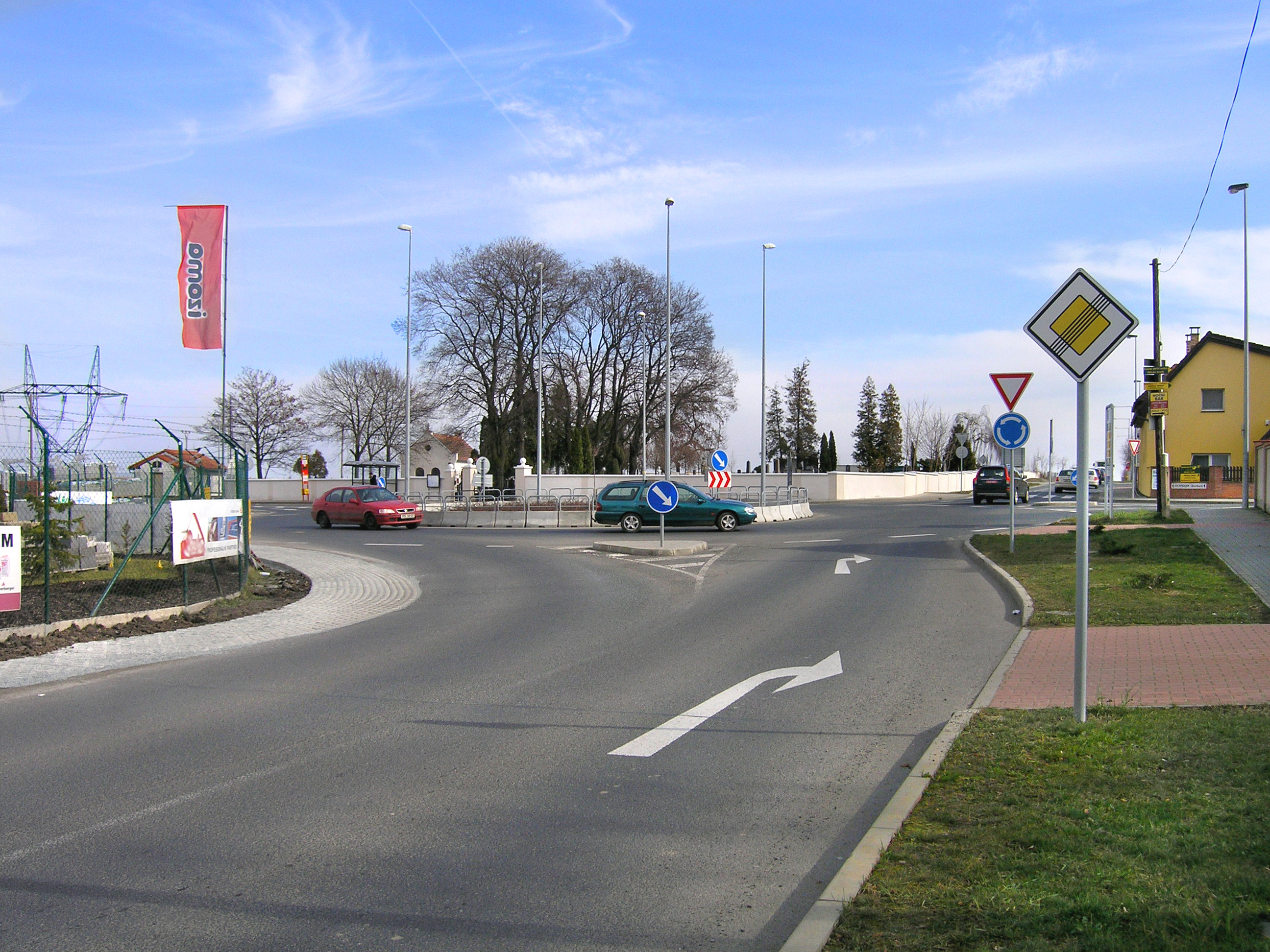
Kruhový objezd v Hrnčířích, doleva směr na Šeberov, rovně směr na Rozkoš

## Historie
Nejstarší dochovaná zmínka o vsi je z roku 1352 v souvislosti se zdejší farou, v té době ves patřila zbraslavskému klášteru. V 15. století ji drželi pražští měšťané, jedním z nich byl husitský kronikář Vavřinec z Březové. Předpokládá se, že zde stávala i tvrz, snad někde v prostoru pozdějšího dvora. Roku 1658 je při prodeji majetku mimo jiné uváděno „zbořené rytířské sídlo v Hrnčířích“. V polovině 16. století byly Hrnčíře vráceny do vlastnictví zbraslavského kláštera. V polovině 17. století byly, zpustlé v důsledku třicetileté války, připojeny k panství Šeberov a později byla ves obnovena. Roku 1974 byl Šeberov i s Hrnčířemi připojen k Praze, obě sídla si však do značné míry ponechala vesnický charakter.

## Území
Osou Hrnčíř je ulice K Šeberovu, která pokračuje do Zdiměřic a Osnice.
Hlavní památkou Hrnčířů je gotický barokně přestavěný kostel sv. Prokopa ze 13. století. Patří mezi nejstarší dochované stavby na území dnešní Prahy. Bývalý hřbitov je obehnán zdí s barokní vstupní branou. V sousedství kostela se nachází malá nepojmenovaná náves a kolem ní jádro bývalé vsi. Stál zde statek čtvercového půdorysu, jehož hospodářské budovy byly zdemolovány roku 2014 a do roku 2016 nahrazeny rezidenčním komplexem podobného půdorysu podle projektu Petra Marušiaka jako developerský projekt Statek Šeberov. Zachována byla průčelní obytná budova statku. Na návsi se nachází památná lípa, vysazená kolem roku 1830, a pomník padlým z první světové války. Domek čp. 509 proti kostelu je bývalá škola z počátku 19. století. Poblíž návsi se nachází i rozsáhlý objekt hospody čp. 506, dosud funkční pod názvem Hrnčířská hospůdka.
V severní části vsi v oblasti dnešní kruhové křižovatky stával původně samostatný dvůr Dolní Hrnčíře. Nejstarší dochovaná zmínka o něm je z roku 1386, kdy byl v držení malostranského kostela sv. Mikuláše. Roku 1577 byl uváděn jako pustý a koncem 16. století byl připojen k Šeberovu. Dnešní obdélná budova z kamenného zdiva (čp. 280 + 323) je bývalým ovčínem mnohem mladšího původu. Naproti přes ulici se nachází od roku 1896 nový hrnčířský hřbitov, roku 2006 byl rozšířen o rozptylovou loučku. V severozápadní části vsi býval ovčín, který zanechal stopu v uličním názvosloví.
Na zástavbu Hrnčířů navazuje na jihovýchodě statek Drazdy, který se již nenachází na území Prahy. Nová vilková zástavba v jižní části Hrnčíř místy přesahuje mimo její hranice; přesahující úseky jsou statisticky přiřazeny k Drazdům a spolu s nimi administrativně patří k části Zdiměřice města Jesenice.
Hrnčíře leží v pramenné oblasti Kunratického potoka, jejíž nejcennější části s třemi rybníky u Hrnčíř a dvěma u Šeberova jsou chráněny jako přírodní památka Hrnčířské louky. Severně od historické návsi se nachází drobný rybník Šmatlík o rozloze 0,4 ha, který je historického založení. Není zahrnut do přírodní památky, ale do jejího ochranného pásma, byť s jejím územím přímo nesousedí.

Panoramatický pohled na Hrnčíře od jihozápadu (Vestec)

## Osobnosti
- Arne Laurin (1889 Hrnčíře–1945 New York), českožidovský novinář, literární, výtvarný a divadelní kritik, básník a prozaik, šéfredaktor ve své době nejslavnějšího středoevropského deníku Prager Tagblatt. Byl blízkým spolupracovníkem T. G. Masaryka a Edvarda Beneše.[2]